# J. D. Martinez
Julio Daniel Martinez (né le 21 août 1987 à Miami, Floride, États-Unis) est un joueur de champ extérieur et frappeur désigné des Mets de New York de la Ligue majeure de baseball.
Le 4 septembre 2017 avec les Diamondbacks de l'Arizona, il égale un record du baseball majeur en étant le 18e joueur de l'histoire à frapper 4 circuits dans un même match.

## Carrière

### Astros de Houston

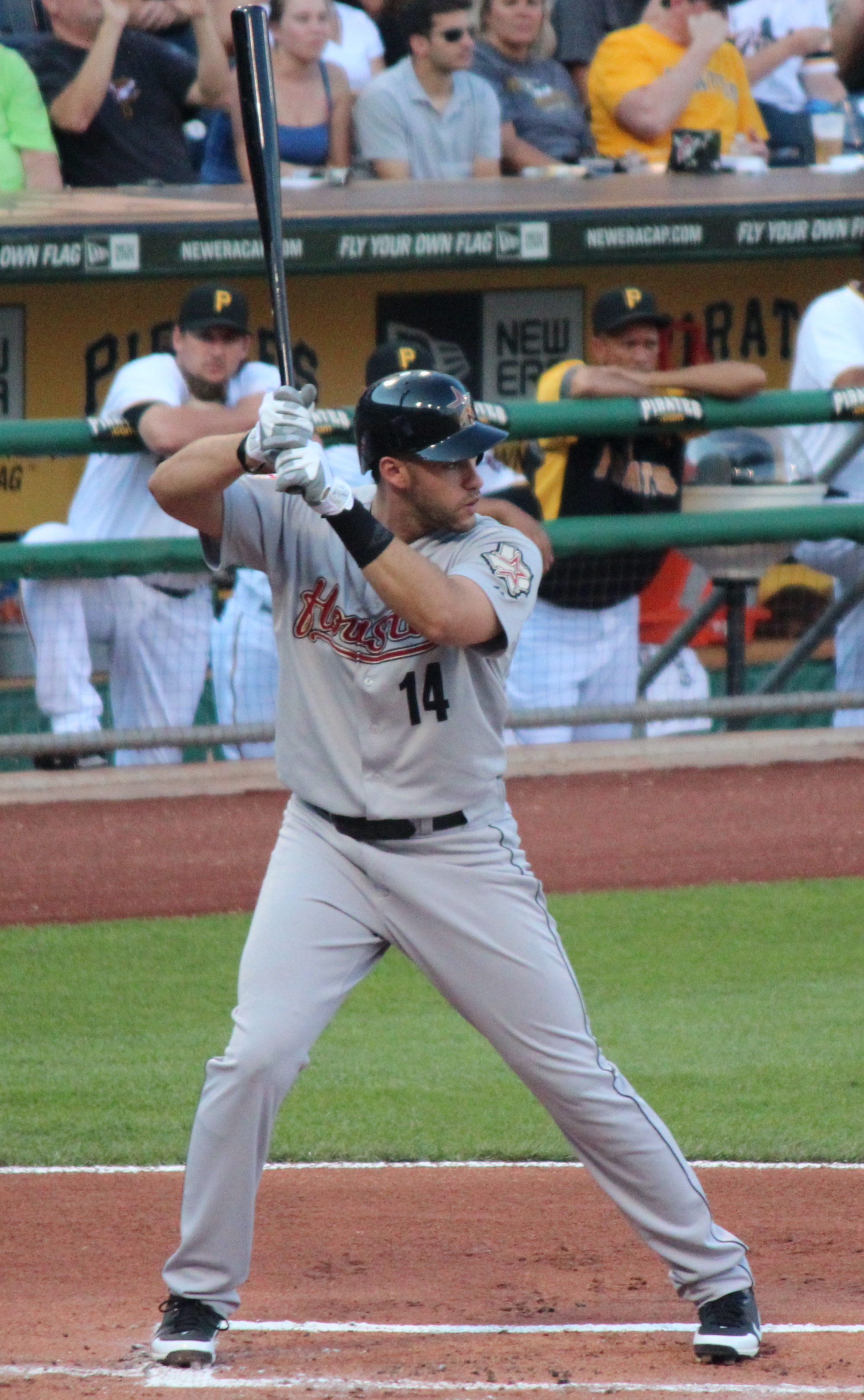
J. D. Martinez en 2012 avec les Astros de Houston.

J. D. Martinez est repêché par les Twins du Minnesota, qui le choisissent au 36e tour de sélection en 2006. Il ne signe pas avec l'équipe et poursuit plutôt sa carrière à l'université Nova Southeastern en Floride. Joueur à cet endroit, il signe avec l'équipe qui le repêche au 20e tour de sélection en 2009, les Astros de Houston.
Martinez fait son entrée dans le baseball majeur avec les Astros le 30 juillet 2011. Appelé comme frappeur suppléant dans le match face aux Brewers de Milwaukee, il réussit à ce premier passage au bâton son premier coup sûr dans les grandes ligues : un double face au lanceur Marco Estrada, bon pour son premier point produit. Martinez frappe son premier coup de circuit le 3 août suivant contre Dontrelle Willis des Reds de Cincinnati. Il complète sa saison avec 6 circuits, 35 points produits et une moyenne au bâton de ,274 en 53 parties jouées.
Le 13 avril 2012, Martinez est le premier joueur à frapper un coup de circuit au nouveau Marlins Park de Miami, dans une défaite des Astros devant les Marlins. La frappe est réussie contre le lanceur Edward Mujica. Martinez est l'un des voltigeurs réguliers des Astros en 2012 et remet une moyenne au bâton de ,241 avec 11 circuits. Ses 55 points produits représentent le plus haut total dans l'équipe. Il réussit 3 triples.
La saison suivante, Martinez semble en voie d'améliorer ses statistiques de 2012 lorsqu'il se blesse au poignet et est placé sur la liste des joueurs blessés à la fin juillet. Il ne revient au jeu qu'en septembre. Limité à 86 parties durant cette saison, il frappe pour ,250 avec 7 circuits et 36 points produits. Les Astros le libèrent de son contrat le 22 mars 2014.

### Tigers de Détroit

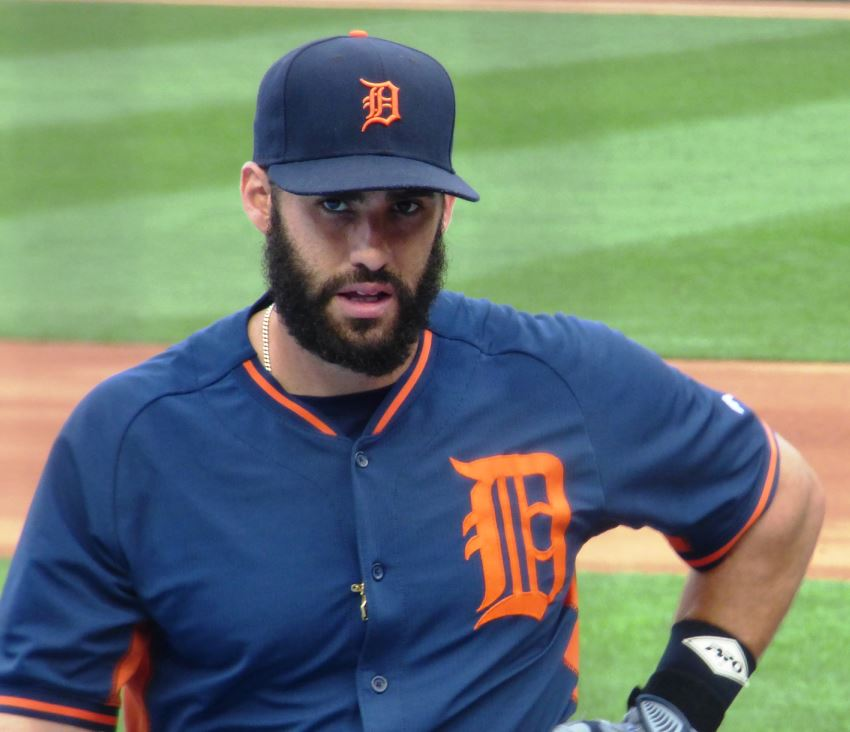
J. D. Martinez en 2016 avec les Tigers de Détroit.

Le 24 mars 2014, Martinez signe un contrat des ligues mineures avec les Tigers de Détroit.
Le talent offensif de Martinez éclate au grand jour à son arrivée à Détroit, où il améliore son jeu en observant et prenant exemple sur son nouveau coéquipier Miguel Cabrera. à
Martinez frappe 23 circuits et produit 76 points en 2014 et maintient une moyenne au bâton de ,315 en 123 parties jouées.
En 2015, il améliore ses records personnels et mène les Tigers avec 38 circuits et 102 points produits en 158 matchs, ce qui lui vaut un Bâton d'argent et une première invitation en carrière au match des étoiles.
En 2016, il est 8e de la Ligue américaine pour la moyenne au bâton (,307) et 7e pour la moyenne de présence sur les buts (,373). Il ajoute 22 circuits en 120 matchs joués. Il est absent durant une longue période : le 16 juin contre Kansas City, il se fracture le coude droit en entrant en collision avec le mur du champ droit, et ne revient au jeu que le 3 août.

### Diamondbacks de l'Arizona
Le 18 juillet 2017, les Tigers de Détroit échangent Martinez aux Diamondbacks de l'Arizona contre trois joueurs des ligues mineures : les joueurs d'arrêt-court Sergio Alcantara et José King, ainsi que Dawel Lugo, un joueur de troisième but.
Le 4 septembre 2017, J. D. Martinez égale un record du baseball majeur en devenant le 18e joueur de l'histoire à frapper 4 circuits dans un même match. Dans une victoire de 13-0 des Diamondbacks au Dodger Stadium sur les Dodgers de Los Angeles, Martinez frappe un circuit de deux points contre le lanceur Rich Hill en 4e manche, des circuits en solo contre Pedro Báez en 7e manche et Josh Fields en 8e, puis un dernier historique circuit de deux points en 9e aux dépens de Wilmer Font.

### Red Sox de Boston
Il signe un contrat de 110 millions de dollars pour 5 ans avec les Red Sox de Boston le 26 février 2018.

## Vie personnelle
Né aux États-Unis, J. D. Martinez est de descendance cubaine.